# Secernentea
Secernentea é uma classe de vermes cilíndricos ecdizoários do filo Nematoda.
Possui as seguintes subclasses:
- Subclasse Rhabditia
- Subclasse Spiruria
- Subclasse Diplogasteria